# Castilleja fruticosa
Castilleja fruticosa är en snyltrotsväxtart som beskrevs av Reid Venable Moran. Castilleja fruticosa ingår i släktet målarborstar, och familjen snyltrotsväxter. Inga underarter finns listade i Catalogue of Life.